# Zhangjiajie
Zhangjiajie är en stad på prefekturnivå i Hunan-provinsen i södra Kina. Den ligger omkring 270 kilometer nordväst  om provinshuvudstaden Changsha. Orten hette tidigare Dayong (大庸市) och är mest känd för det världsarvmärkta naturområdet Wulingyuan. I staden finns även Asiens längsta kabellift som går från staden upp på Tianmenshan, som är ett berg i anslutning till staden och en annan av de större turistattraktionerna i staden vid sidan av Wulingyuan.

## Administrativ indelning
Zhangjiajie är indelat i två stadsdistrikt och två härad:
- Stadsdistriktet Yongding - 永定区 Yǒngdìng qū ;
- Stadsdistriktet Wulingyuan - 武陵源区 Wǔlíngyuán qū ;
- Häradet Cili - 慈利县 Cílì xiàn ;
- Häradet Sangzhi - 桑植县 Sāngzhí xiàn.

## Klimat
Genomsnittlig årsnederbörd är 1 766 millimeter. Den regnigaste månaden är maj, med i genomsnitt 286 mm nederbörd, och den torraste är december, med 22 mm nederbörd.